# アドベンチャーワールド
アドベンチャーワールド（英語: ADVENTURE WORLD）は、和歌山県西牟婁郡白浜町にある動物園、水族館、遊園地が一体になったテーマパークである。
大阪府松原市に本社を置く株式会社丸末の関連会社である株式会社アワーズ (AWS) が運営している。
1978年4月22日のオープン当初は「南紀白浜ワールドサファリ」という名称であった。

## 概要
「人間（ひと）と動物と自然とのふれあい」をテーマに、日々新たなことに取り組み挑戦する。動物園・水族館・遊園地の3つを併せ持つテーマパークである。
園内には数々の施設があるが、ジャイアントパンダの飼育展示（2025年6月28日まで）、広大な敷地に放し飼いにされた動物たちの中をケニア号が進むサファリツアー、イルカやアシカのショー、食事タイムなど、自然界を代表する動物が総覧できる。
ゴールデンウィークや夏休み期間中には夜間営業も行われており、昼間とは違う動物たちの姿を見ることができる。また、夜間営業中は夜間感動ののイルカショー「LOVESナイトマリンライブ」が開催され花火が打ち上げられるなど、昼間のショーとはまた違った趣向で楽しめる。
パーク内では動物をテーマにしたレストランやカフェがあり、園内の動物たちや白浜半島にちなんだ土産物も多数販売されている。子供たちだけでなく大人でも楽しめるイベントや学術的なツアーもあり、2〜3世代のファミリー・カップル・夫婦などが楽しむ姿の目立つ施設である。

## 沿革

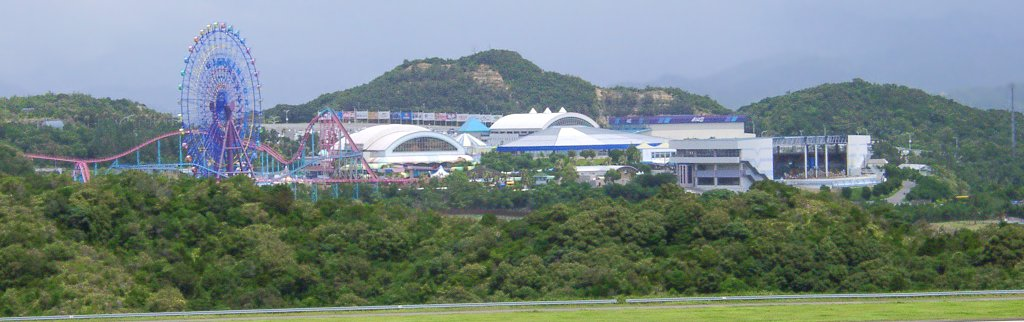
南紀白浜空港から見た全景

- 1977年 - 株式会社ワールドサファリ設立。
- 1978年4月22日 - 動物園と水族館を合わせたレジャー施設「南紀白浜ワールドサファリ」として開園。
- 1979年 - 遊園地施設を導入、日本動物園水族館協会加盟。
- 1983年 - 「アドベンチャーワールド」に改名。
- 1986年 - 日本博物館協会加盟。
- 1988年 - 成都動物園よりジャイアントパンダ2頭を導入。
- 1990年 - 株式会社アドベンチャーワールド設立。
- 2000年 - ワールドサファリとアドベンチャーワールドを合併しアワーズに社名変更。
- 2020年5月 - みさき公園（大阪府泉南郡岬町）内の動物園と水族館が3月31日で閉園したことに伴って、園内で飼育されていた動物の受け入れを開始[2]。
- 2021年2月24日 - みさき公園からの動物の受け入れを完了。受け入れた動物は37種（およそ300頭）[2]で、閉園の時点で飼育されていた動物の総数（およそ450頭）の2/3に相当する。みさき公園から来園した動物は以下の35種である。[3]
  - アカカンガルー
  - フタユビナマケモノ
  - マタコミツオビアルマジロ
  - コモンリスザル
  - ニホンザル
  - ニッポンツキノワグマ
  - ミーアキャット
  - ライオン
  - カリフォルニアアシカ
  - カマイルカ
  - バンドウイルカ
  - ロバ
  - ウマ
  - グラントシマウマ
  - アミメキリン
  - ヤギ
  - テンジクネズミ
  - マーラ
  - カピバラ
  - カイウサギ
  - ショウジョウトキ
  - チリーフラミンゴ
  - ベニイロフラミンゴ
  - アヒル
  - インドガン
  - アカツクシガモ
  - オシドリ
  - トビ
  - インドクジャク
  - ホオジロカンムリヅル
  - タイハクオウム
  - キバタン
  - オカメインコ
  - アルダブラゾウガメ
  - グリーンイグアナ

- 2022年11月11日 - 鳥インフルエンザ発生。同月25日営業再開。以下の6種69羽を殺処分。[4]
  - ダチョウ
  - エミュー
  - モモイロペリカン
  - チリーフラミンゴ
  - シナガチョウ
  - アヒル
- 2025年6月28日 - 飼育されていたジャイアントパンダ全4頭が中国へ返還。[5]

## 施設と飼育動物
園内は「サファリワールド」「マリンワールド」「ふれあい広場」「ファミリー広場」「プレイゾーン」の大きく5つに分かれる。その他、ジャイアントパンダの飼育を行う「ブリーディングセンター」「PANDA LOVE」、入口に位置する「エントランスドーム」が存在する。また、園内にはジャイアントパンダの頭部をかたどった番号(以下施設番号)が建てられている。

### エントランスドーム
施設番号1番。入口とお帰り口、チケットのアップグレードなどを行える「サポートセンター」、レッサーパンダを飼育する「ウェルカムルーム」があり、ドーム内のプールにケープペンギンも飼育されている。愛宕神社という神社がある。
- レッサーパンダ
- ケープペンギン

#### レストラン・ショップ
- ラシュレ
- AW
- ユーランド

### ブリーディングセンター
施設番号6番。後述するジャイアントパンダの繁殖はすべてこの施設で行われた。なお、2025年7月19日から、レッサーパンダの公開が開始される。
- ジャイアントパンダ（2025年6月28日まで）
- レッサーパンダ（2025年7月19日から）

### PANDA LOVE
- ジャイアントパンダ（2025年6月28日まで）

### サファリワールド
広大なサファリゾーンでは、1周約1500m（約25分）の列車型牽引バス「ケニア号」・1人〜3人乗りの自転車・2階建てバス・ゴルフ用カートやジープなどの乗物を使って周遊する。ケニア号以外はすべてオプションであり、窓口で料金を支払う必要がある。徒歩でも1.5kmほどのコースを自由に散策することができる。ただしライオンやクマなどの猛獣ゾーンへはゲートがあり、徒歩・自転車・カートでの立ち入りができない。
事前予約すれば、キリンやサイなど様々な動物とふれあったり、ライオンなど肉食動物を見学するなど、様々なツアーに参加することができる。
また、ツアーに参加しなくても、サファリの草食動物ゾーンで自動販売機で有料のエサを購入すれば、キリン、ムフロン、ラクダ、カンガルーなどにエサを与えることができる。また、指定時間に当該場所に行けば、予約なしでアフリカゾウ、サイ、ライオンへのエサやりイベント（有料）にも参加できる。
夜間営業期間中には「ナイトサファリツアー」もある。
ケニア号乗場に施設番号30番、エレファントヒルに31番、アフリカゾウの寝室付近に32番、キリンテラスに33番、マレービレッジに34番、ライノヒルに35番、ライオンテラスに36番が設けられている。
- アフリカゾウ - エレファントヒルにいる。雌個体2頭が飼育されている。
- アメリカバイソン
- アミメキリン - キリンテラスにて同じ目線で観察できる。
- サバンナシマウマ - 亜種チャップマンシマウマが飼育されている。
- シロオリックス
- エランド
- ムフロン
- ブラックバック
- ニホンジカ
- スイギュウ
- ターキン - 亜種ゴールデンターキンが飼育されている。
- マレーバク - マレービレッジで飼育されている。
- シロサイ - ライノヒルで飼育されている。
- ローンアンテロープ - ライノヒルにてシロサイと混合飼育されている。
- ヒマラヤタール
- アカカンガルー
- アクシスジカ
- ヒトコブラクダ
- ライオン - ライオンテラスで観察・給餌体験ができる。
- ヒグマ - 亜種エゾヒグマが飼育されている。スカイテラスからも観察できる。
- マントヒヒ - スカイテラスで給餌体験ができる。
- サーバル
- チーター - 1頭のキングチーターも飼育されている。
- トラ - 亜種アムールトラと、亜種ベンガルトラの白色変種ホワイトタイガーが飼育されている。

#### レストラン・ショップ
- サファリレストラン Jambo

### マリンワールド
イルカ、クジラのライブや、ペンギンの飼育を行っている。センタードームに施設番号3番、PENGUIN BASE付近に11番、イルカふれあいプール付近に12番、ビッグオーシャンに13番が設けられている。
- ビッグオーシャン - イルカやクジラのライブ「マリンライブ」を行っている。詳細は後述。
- マリンウェーブ - イルカとのふれあいイベントなど
- アニマルランド - アシカやカワウソのライブである「アニマルアクション」を行っている。詳細は後述。
- イルカふれあいプール - 鯨類とのふれあい
- センタードーム
  - グリーンイグアナ
  - ヘルマンリクガメ
- 海獣館 - センタードームに隣接している。
  - カリフォルニアアシカ
  - ゴマフアザラシ
  - オウサマペンギン
  - コウテイペンギン
  - ジェンツーペンギン
  - アデリーペンギン
  - ヒゲペンギン
  - キタイワトビペンギン
  - フェアリーペンギン
  - ケープペンギン
- PENGUIN BASE - 旧「ペンギン王国」。ペンギンの研究施設。非公開。

#### クジラの仲間
- オキゴンドウ
- ハナゴンドウ
- ハンドウイルカ
- カマイルカ

#### レストラン・ショップ
- センタードーム
  - Smile Kitchen
  - 丼亭
  - Rainbow
  - ジョイランド
  - シンビオーシス

- ビッグオーシャン
  - MARINE BLUE
  - OCEAN GROTTO

- マリンウェーブ
  - MARINE BLUE Ⅱ

#### ホッキョクグマの飼育
ホッキョクグマは1993年2月にオス1頭メス1頭が来園し、このペアで10頭生まれたが、その内8頭は死亡した。2009年10月20日に公式サイトにて、「10月13日にメスの赤ちゃんが誕生した」と発表され(生後2ヶ月の映像)、ミライと名付けられたが、2014年5月16日に死亡したため現在は見られない。2013年にオスの赤ちゃんが誕生した。ライトと名付けられ、2023年3月8日に鹿児島市平川動物公園に移動し、ホッキョクグマの飼育は休止した。その後、札幌市円山動物園に移動した。2014年にオスのアークティックが22歳で死亡したため、2015年3月に大阪市天王寺動物園よりホッキョクグマのゴーゴ（雄）の借入が決定した。ゴーゴは2018年12月に天王寺動物園へ帰園。現在は、よこはま動物園ズーラシアで暮らしている。そして、2021年にメスのオホトが29歳で死亡し、ライト1頭だけになっていた。そのため移動まで約2年間続いた。

#### ペンギンの飼育

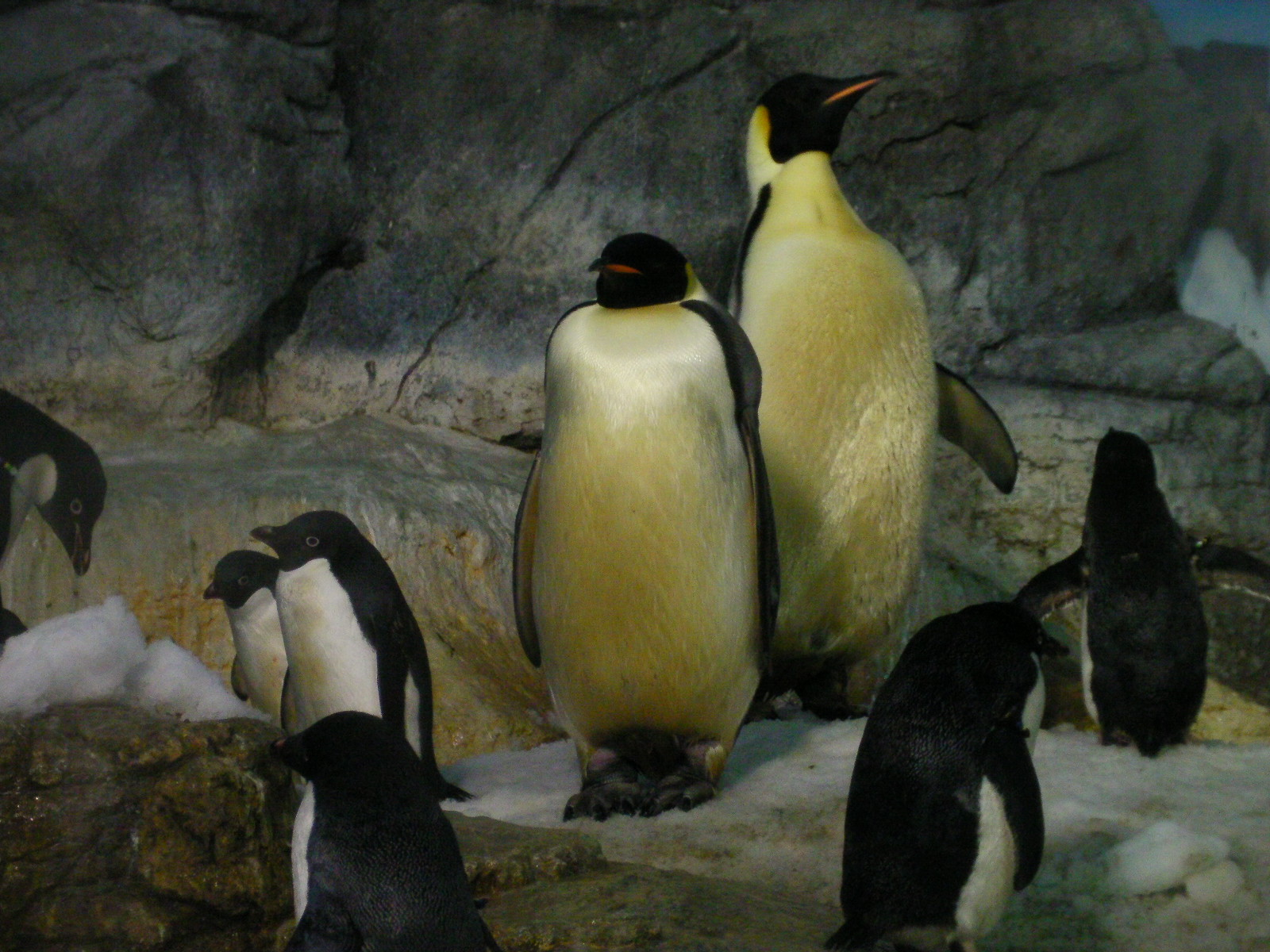
エンペラーペンギンとアデリーペンギン

ペンギンは海獣館、屋外展示場の二ヶ所に分けて8種類（エンペラーペンギン、キングペンギン、ジェンツーペンギン、アデリーペンギン、ヒゲペンギン、イワトビペンギン、ケープペンギン、フェアリーペンギン）・約470羽を飼育しており、世界有数の規模である。
特にエンペラーペンギンについては、日本国内で飼育している施設がアドベンチャーワールドと名古屋港水族館のみで、さらに国内で唯一繁殖に成功している（世界的に見ても、エンペラーペンギンの孵化に成功したのはアドベンチャーワールド、アメリカ合衆国サンディエゴのシーワールド、中国大連市の老虎灘海洋公園極地館の3園館しかない）。
2019年10月1日、公式サイトにて、「10月1日にエンペラーペンギンのヒナが孵化した」と発表された（同園で13例目の孵化である）。

#### シャチの飼育
かつてはシャチのショーも有名であったが、2005年に最後の個体が死亡したため現在は行われていない。現在は鴨川シーワールド、名古屋港水族館、神戸須磨シーワールドの3館である。
1978年にワールドサファリとして開業する5日前には、アメリカ・カリフォルニア州のマリンワールド・アフリカUSA（現シックス・フラッグス・ディスカバリー・キングダム）より「キアヌ」（メス・体長6m・体重3t）を搬入。当時のワールドサファリにはイルカをようやく調教できる程度の新人トレーナーしかおらず、同伴して来日したアメリカ人トレーナーが担当して開業初日からショーに出演した。キアヌが習得していた種目はまだ少なかったが、当時はイルカでさえも実物を見たことがない観客がほとんどであったため、キアヌの巨体とその一挙一動に歓声が上がった。
ショー（マリンライブ）のほか、尾びれで客席に大量の水を飛ばす「海水のプレゼント」、ライブ終了後にシャチをライブプールに残し自由に観察できる「オルカウォッチング」、シャチをプールサイドに呼び寄せて解説する「オルカ教室」、プールサイドに上がってシャチに触ることができる「オルカ・ファーストコンタクト」などのコーナーがあった。
2003年5月にはマリンライブの主力として活躍していた「ラン」（1990年にアイスランドより搬入）の妊娠が確認された。ランは2004年8月26日に出産したが、初産だったためか産まれた子を見るなり驚いて拒絶してしまい、さらに父親の「キュウ」（1997年に太地町より搬入）も興奮して攻撃を加えてしまったことで子は頭蓋骨骨折の重傷を負い、治療の甲斐なく2日後の8月28日午後1時20分に死亡した。また、ランも後を追うように同日の深夜に死亡し、キュウも9月18日に死亡した。2頭の死因は急性細菌感染症であった。
その後は「ゴロー」（1985年に太地町より搬入したオス）の1頭だけが残っていたが、2005年1月18日に体調不良に陥り、1月21日午後9時20分に死亡した。この他、断続的に「ベンケイ」「ウシワカ」「ルカ」「アイ」という個体も飼育されていた。末期に飼育されていたルカ・ゴロー・ラン・キュウの4頭の精子・卵子は将来的な人工授精に備えて死後も保存されている。
ラッコの飼育
ラッコは1987年5月、ラッコランド（旧・ペンギン王国）で5頭の飼育が開始された。1991年9月に初めて繁殖に成功し、以降、26頭の赤ちゃんが誕生し、14頭が育った。2017年12月に、飼育頭数が1頭となり、2021年3月に鳥羽水族館に移動し、ラッコの飼育は終了した。そのラッコはメスの「キラ」という名前で2008年4月21日、アドベンチャーワールドで生まれた。なお、キラは現在も鳥羽水族館で存命している。

#### マリンライブ&アニマルアクション
イルカ・クジラのショーは『マリンライブ』と呼ばれる。BGM主体でMCを使わないのが特徴である。ライブ映像をステージ中央の大型モニターに映し出しながら進行し、トレーナーと海獣たちの息の合ったスピーディな演出が見もの。このBGMを収録したオリジナルのCDが園内・ECサイトで販売されている。入場チケットのみで見れる通常定期公演「Smiles」、年末年始・GW・夏休み等ナイト期のみ行われる有料ナイトマリンライブ「LOVES」がある。
以前、『アシカライブ』と呼ばれ、寸劇仕立てで行われていたアシカのショーは、現在『アニマルアクション』というショーの一部になっている。このライブには他の種類の動物も多く出演し、色々な動きを見せるライブである。こちらもBGM主体でMCを使わず、トレーナーのジェスチャーパフォーマンスで進める形となっている。

#### 光と音のパフォーマンス ナイトマリンライブ
アドベンチャーワールドのゴールデンウィークと夏休み期間の見どころは、夜間営業時間帯に行なわれるこのイベントである。前座を含めて約1時間弱のこのライブは2006年ゴールデンウィークにはオープン以来の観客で賑わい、新聞などで報道された。イルカ・クジラ・アシカ・その他の海獣たちがフル登場し最大10名以上のトレーナーが出演する。そこでは、トレーナーと動物たちが日ごろからコミュニケーションを取りあい練習を積んできた成果を存分に見ることができる。

### ふれあい広場
ふれあい広場だけでも小規模な動物園と同程度規模があり、人間が歩く部分にマーラ、シナガチョウ、アヒルなどが放されていて、エサを与えたり（有料）ふれあいを楽しむことが出来る。また、柵の中にいるケープペンギンやカピバラなどの動物も、非常に近い距離で見ることが出来る。
ゴシキセイガイインコ展示場前に22番、カピバラ展示場前に23番、コンゴウインコ前に施設番号24番、鳥の楽園に27番が設けられている。
- モンキー×モンキー - 小型サルが展示されている。
  - ワオキツネザル
  - コモンマーモセット
  - コモンリスザル
  - ボリビアリスザル
  - インドホシガメ
- 鳥の楽園 - 鳥類が主に展示されている。
  - インドクジャク
  - インドガン
  - ハクガン
  - カナダガン
  - エジプトガン
  - アカツクシガモ
  - オシドリ
  - ショウジョウトキ
  - ホオジロカンムリヅル
  - アネハヅル
  - コガネメキシコインコ
  - ミドリコンゴウインコ
  - オニオオハシ
  - ケヅメリクガメ
  - アルダブラゾウガメ
- チンパンジーフォレスト
  - チンパンジー
- フレンドハウス
  - カイウサギ
  - テンジクネズミ
- マーラ
- カピバラ
- ブタ
- カバ
- ヤギ
- ミーアキャット
- コツメカワウソ
- ベニイロフラミンゴ
- モモイロペリカン
- タンチョウ
- ケープペンギン
- オカメインコ
- ゴシキセイガイインコ
- ルリコンゴウインコ
- アカコンゴウインコ
- ベニコンゴウインコ

### ファミリー広場
広場中心部に施設番号2番、HORSE CAMPに7番が設けられている。THE STABLEの近くに動物慰霊碑がある。
- アニマルライド
  - フタコブラクダ
  - ウマ
  - ロバ
- ゾウの森
  - アジアゾウ
- HORSE CAMP、THE STABLE
  - ウマ
- アルパカ
- レッサーパンダ
- トビ
- ハクトウワシ
- モモアカノスリ
- メンフクロウ
- ベンガルワシミミズク
- ベニイロフラミンゴ

### プレイゾーン
エンジョイドームに施設番号4番、わんわんガーデンに20番、ふれあいの里前に21番、観覧車前に25番が設けられている。
- わんわんガーデン 
  - イエイヌ
- ふれあいの里
  - マタコミツオビアルマジロ
  - フタユビナマケモノ

#### 遊具
- エンジョイドーム
  - アニマルファンタジー
  - 森のなかよしハイキング
  - スカイシップ
  - リトルアドベンチャー~ミツバチくんの大冒険~
  - スカイジープ
  - わくわくキッズジャングル

- ドーム外
  - オーシャンビューホイール
  - ビッグアドベンチャーコースター
  - メリーゴーランド
  - スペースファイター
  - ハイウェイカート
  - パンダフルコースター
  - アニマルフライト
  - チャレンジカート
  - フライングスインガー

#### レストラン・ショップ
- エンジョイドーム
  - キッチン
  - マアム
  - マルシェ
  - SUM'S
- ふれあいの里
  - パン工房
- その他
  - ヒポバーガー
  - レオーネ

## ジャイアントパンダの飼育・育成

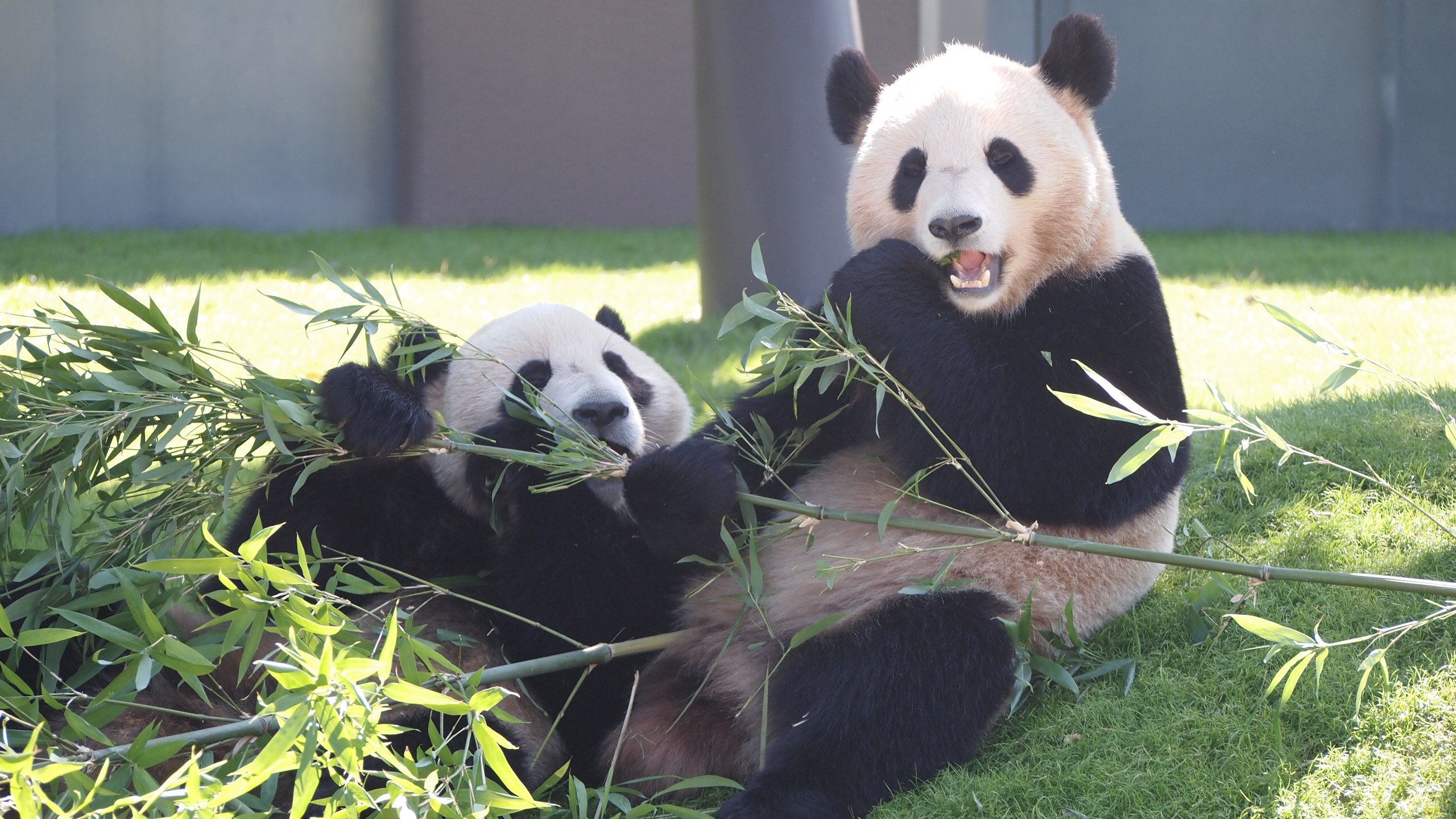
ジャイアントパンダの海浜と陽浜

アドベンチャーワールドは、中国成都市の成都ジャイアントパンダ繁殖研究基地日本支部として活動していた。同基地との協力で進められているジャイアントパンダの繁殖研究事業（ブリーディングローン）では、2018年9月までに17頭の繁殖実績があり、2017年6月までに15頭育成していた。これは、出産頭数、成長した子供の数、ともに中国本土を除けば世界最多である。また、中国国内以外で、双子のジャイアントパンダを両方とも育てることに成功した初めての施設である（2010年9月7日に、アドベンチャーワールドと同じく、成都大熊猫繁育研究基地と提携しているスペインのマドリード動物園で双子のジャイアントパンダが生まれた。この2頭は2011年1月10日現在、無事に生育している）。
日本では、2021年8月18日現在、東京都恩賜上野動物園の4頭、神戸市立王子動物園の1頭、アドベンチャーワールドの4頭を合わせて9頭のジャイアントパンダが飼育されていて、アドベンチャーワールドでは屋根の無い空間で自由に過ごすジャイアントパンダを見ることもできた。希少動物センターPANDA LOVEとブリーディングセンターに分かれて暮らしていた。
なお、前述の通り、アドベンチャーワールドは成都大熊猫繁育研究基地の日本支部を兼ねていたので、現在飼育されているジャイアントパンダは、子供も含めてすべて中国の成都大熊猫繁育研究基地本部の所有である。
和歌山県警では、交通安全意識向上のため、2019年（令和元年）7月11日にジャイアントパンダの彩浜に「交通安全和歌山夢大使」を委嘱。彩浜は、ポスターやグッズに登場して交通安全を啓発した。2022年7月からは、「わかやま夏の交通安全運動」に合わせ、彩浜に変わって妹の楓浜が「交通安全和歌山夢大使」に就任した。
また、白浜町では、このジャイアントパンダを最大の集客材料と位置づけており、白浜町役場には「パンダの町白浜」の掲示が行われている。
地元を走る特急くろしおに使用されていた381系にパンダシート（撮影用の席）が設置されていたり、2018年8月1日現在ジャイアントパンダのイラストが描かれた列車が運行されている。また、路線バスを運行する明光バスでは、ジャイアントパンダのイラストが描かれたバスを運行している（2010年10月9日現在、1台運行）。
【 】内は、アドベンチャーワールドで誕生したパンダの誕生順で、名前は全て2文字目を「浜」に統一している。1番目の良浜と6番目の生後すぐ死亡したパンダを除き、永明は16頭の父親。永明には梅梅の双子の姉（蜀蘭、シューラン）との間で人工授精により、2002年に中国・蘭州動物園で生まれた子（蘭宝、ランバオ、雄）もいたが、2012年8月30日に10歳で死亡している。

### これまで飼育されていたジャイアントパンダ
（死亡もしくは移送とは関係なく誕生順に記載）
- 辰辰（シンシン） 雄・一時借用、1988年9月19日からアドベンチャーワールド（以下、AW）で飼育（1989年1月10日に中国へ帰国）
- 慶慶（ケイケイ） 雌・一時借用、1988年9月19日からAWで飼育（1989年1月10日に中国へ帰国）
- 蓉浜（ヨウヒン） 雌・1992年9月4日成都動物園にて誕生（1997年7月17日にAWにて死亡）
- 永明（エイメイ）雄・1992年9月14日北京動物園（中国）にて誕生、1994年9月6日からAWで飼育(2023年2月22日（水）に成都へ、2025年1月25日に同地にて死亡）
- 梅梅（メイメイ）雌・1994年8月31日成都大熊猫繁育研究基地（中国）にて誕生、2000年7月7日からAWで飼育[18]（2008年10月15日（水）午前5時29分にAWにて死亡）
- 良浜（ラウヒン）雌・2000年9月6日アドベンチャーワールドにて誕生【1】（父：哈蘭、母：梅梅、2025年6月28日に成都大熊猫繁育研究基地本部（以下、成都）へ）
- 雄浜（ユウヒン） 雄・2001年12月17日AWにて誕生【2】（父：永明、母：梅梅、2004年6月21日に成都へ）
- 隆浜（リュウヒン）雄・2003年9月8日AWにて誕生【3】（父：永明、母：梅梅、2007年10月27日に成都へ）
- 秋浜（シュウヒン）雄・2003年9月8日AWにて誕生【4】（同上/隆浜と双子、2007年10月27日に成都へ）
- 幸浜（コウヒン）雄・2005年8月23日AWにて誕生【5】（父：永明、母：梅梅、2010年3月15日に成都へ）
- （名前なし）雄・2005年8月24日AWにて誕生【6】（父：永明、母：梅梅、2005年8月25日に死去：幸浜と双子※）
- 愛浜（アイヒン）雌・2006年12月23日AWにて誕生【7】（父：永明、母：梅梅、2012年12月14日に成都へ）
- 明浜（メイヒン）雄・2006年12月23日AWにて誕生【8】（同上/愛浜と双子、2012年12月14日に成都へ、2014年に柳州（リュウシュウ）動物園へ[19]）
- 梅浜（メイヒン）雌・2008年9月13日AWにて誕生【9】（父：永明、母：良浜、2013年2月26日に成都へ）
- 永浜（エイヒン）雄・2008年9月13日AWにて誕生【10】（同上/梅浜と双子、2013年2月26日に成都へ）
- 海浜（カイヒン）雄・2010年8月11日AWにて誕生【11】（父：永明、母：良浜、2017年6月5日に成都へ）
- 陽浜（ヨウヒン）雌・2010年8月11日AWにて誕生【12】（同上/海浜と双子、2017年6月5日に成都へ）
- 優浜（ユウヒン）雌・2012年8月10日AWにて誕生【13】（父：永明、母：良浜、双子だったがもう1頭は死産、2017年6月5日に成都へ）
- 桜浜（オウヒン）雌・2014年12月2日AWにて誕生【14】（父：永明、母：良浜、双子の姉、2023年2月22日に成都へ）
- 桃浜（トウヒン）雌・2014年12月2日AWにて誕生【15】（父：永明、母：良浜、双子の妹、2023年2月22日に成都へ）
- 結浜（ユイヒン）雌・2016年9月18日AWにて誕生【16】（父：永明、母：良浜、2025年6月28日に成都へ）
- 彩浜（サイヒン）雌・2018年8月14日AWにて誕生【17】（父：永明、母：良浜、双子で生まれたが、1頭目出産から約29時間後の16日未明に2頭目の死産が判明[20][21]、2025年6月28日に成都へ）
- 楓浜（フウヒン）雌・2020年11月22日AWにて誕生【18】（父：永明、母：良浜、2025年6月28日に成都へ）性別は雄と判定されたが、生後1か月となる12月22日に雌に訂正。24日から来年2月23日まで名前を募集[22]。2021年3月2日、3つの名前候補（「光浜（コウヒン）」「咲浜（ショウヒン）」「楓浜（フウヒン）」）を発表し、翌々日の4日から11日までインターネットで投票を実施。3月18日に最も得票数の多かった楓浜に決定した[23][24]。

※良浜は梅梅が中国で妊娠し日本で出産した子なので、永明との血縁関係は無い。
※幸浜の双子の弟は、2005年8月24日午前4時9分に誕生。出生時の体重が66gと非常に小さかったこともあり、翌8月25日午前2時27分に死去。わずか24時間にも満たない生涯であったが、AWでは愛浜と明浜をAW生まれの7頭目・8頭目と公式発表しており、名前はないもののこの亡き弟ジャイアントパンダは、AWで生まれた歴とした6頭目のジャイアントパンダである。
※2008年9月13日に生まれた双子の梅浜と永浜は、日本初の飼育下3世代目（梅梅－良浜－梅浜・永浜）のジャイアントパンダである。
※永明・良浜・梅梅の3頭には、2011年3月に和歌山県より「和歌山県勲功爵（くんこうしゃく＝わかやまでナイト）」の称号が贈られている。和歌山電鐵貴志川線貴志駅のたま駅長に続いて2例目で、パンダの家族を増やしたことで和歌山県の魅力を全国に発信した功績をたたえてのものである。
※彩浜はNHK総合テレビで放送された『ファミリーヒストリー』でパンダの家系が紹介された。
※4頭ともに貸与契約が2025年8月までとなっていたが、日中双方の協議の結果、パンダに負担がかからないように比較的涼しい2025年6月に中国へ返還予定となり、実際に6月28日に返還された。

## 交通
- 白浜駅から明光バスで約10分。
- 大阪駅より高速バス。
- 南紀白浜空港からタクシーで約10分、明光バスの路線バスも運行。自転車で1時間弱。

## 歴代CMイメージソング
- 五十嵐浩晃 - 1991年「CHANCE MAKER」、1992年「はるかなる国へ」と2年連続でCMイメージソングを歌唱。
- 森川美穂 - 1993年、開園15周年記念のCMイメージソング「ナチュラルで行こう」を歌唱。
- 宮川真奈美 - CMイメージソング「Always Together」[29]を1996年から歌唱。2000年に後述「TRUE MY FRIEND」に交代になるも、2001年からは「TRUE MY FRIEND」と交互に2004年までの間使用され、2016年・2017年にはリバイバルで使用された。公式YouTubeには「いつも一緒に」のサブタイトルが冠され、オリジナル音源が公開されている[30]。
- 川島郁子 - CMイメージソング「TRUE MY FRIEND」を2000年から歌唱。前述の「Always Together」と2004年まで交互にCMソングとして使用。
- 高岡陽子 - CMイメージソング「Shine on you〜輝き続けて〜」[12]を2005年から2008年まで歌唱。2010年・2012年にはリバイバルで使用され、2014年・2017年には英語バージョンが流された。
- 鎌田純子 - CMイメージソング「Thank you all〜いつもありがとう〜」[31]を2008年から歌唱。2009年夏に初来園、夏の夜間営業最終日の「ナイトマリンライブ」フィナーレが開催される中、ショーとライブのコラボレーションを行った。2009年には「Always Together」以来制作されたアップテンポRemixがCMで流された。
- SANISAI -  CMイメージソング「YOUR SMILE〜笑顔をみせて〜」[11]を2017年から歌唱。「マリンライブ」にて使用されている。
- 平原綾香
  - CMイメージソング「ラヴ・ラプソディー」[32]を2010年から2013年まで歌唱。2016年・2017年にはリバイバルで使用された。2015年ナイトマリンライブ「LOVES」にサプライズゲストとして登場、「ラヴ・ラプソディー」を歌唱。
  - 2018年、CMイメージソング「Smile Song」、開園40周年記念CMイメージソング「5つの魔法」[33]を作詞・作曲・歌唱。平原は同年8月11日に開催された「40th Anniversary LOVES スペシャルナイト」と12月22日に開催された「40th Anniversary LOVES クリスマススペシャルナイト」にサプライズ出演。それぞれ「5つの魔法」「Jupiter」他4曲を歌唱、ショーとライブのコラボレーションを行った。公式YouTubeに「5つの魔法」の音源を使用したプロモーション映像2編が公開されている[34][35]。